# Unfaithful
Unfaithful (literalment en català, "Infidel") és una pel·lícula estatunidenca del 2002 dirigida per Adrian Lyne. És una adaptació d'Alvin Sargent i de William Broyles Jr de la pel·lícula francesa La Femme infidèle de Claude Chabrol.

## Argument
La Connie Sumner (Diane Lane) ho té tot per ser feliç: un marit que se l'estima i a qui li va bé la feina (Richard Gere), amb qui ja ha viscut 11 anys de matrimoni, amb un fill i una gran casa senyorial en un tranquil barri de Nova York. Durant un fort dia ventós a Manhattan, cau i es fa mal al genoll. Un jove francès, en Paul Martel (Olivier Martinez), l'ajuda; és un venedor de llibres usats. Intenta ser fidel al seu marit, i resisteix al principi l'encant seductor del jove. Entre desigs i dubtes, però, cedeix finalment al desig i comença a tenir un affaire amb ell. El seu marit, l'Edward, comença a notar petits canvis en els costums de la seva dona, i comença a tenir dubtes i es pregunta què passa. Decideix contractar un detectiu, i les fotos que pren, on surt la seva dona amb l'amant, li fa saber el que ja dubtava. En el moment en què la Connie, boja de culpabilitat i adonant-se que està posant en risc la felicitat de la seva família, decideix enterrar la seva relació secreta, l'Edward fa una visita a l'amant de la seva dona i amb una bola de neu…

## Repartiment
- Richard Gere: Edward Sumner
- Diane Lane: Connie Sumner
- Olivier Martinez: Paul Martel
- Chad Lowe: Bill Stone
- Margaret Colin: Sally
- Erik Per Sullivan: Charlie

## Comentari

### Generalitats
Drama relacional que testimonia la maduresa del realitzador Adrian Lyne. Després d'altres dramas sulfurosos com Atracció fatal (1986), que explicava més ingènuament l'argument, i  Indecent Proposal (1993), que parla de la direcció de fantasmes erotics, Lyne ofereix una pel·lícula als antípodes d'allò que Hollywood proposa naturalment. Demostra amb molts coneixements psicologics que la infidelitat trenca una parella de per vida i no s'entreté en les explicacions i les motivacions dels protagonistes.

### Tema
No és la primera vegada que el tema de la infidelitat i de les seves conseqüències devastadores són tractats té la pantalla. Ja el 1969, Claude Chabrol va realitzar La Femme infidèle, de la qual està directament inspirada. Amb tacte, Adrian Lyne resta desenfoca pel que fa a les motivacions de Connie per ser infidel. Les situacions aleatòries i l'instint femení de ser desitjada la dirigeixen insidiosament cap a aquest home de carisma animal i li treuen tot judici dels seus actes. Les conseqüències són irreparables i Lyne expressa regularment els conflictes psicològics per expressions físiques ben estudiades. El coneixement del realitzador i un molt bon joc dels actors ofereixen una pel·lícula que ens hauria d'empènyer a un moment de reflexió sobre el tema.

## Premis i nominacions

### Nominacions
- 2003. Oscar a la millor actriu per Diane Lane
- 2003. Globus d'Or a la millor actriu dramàtica per Diane Lane